# Cincinnati Bengals 1968
La stagione 1968 dei Cincinnati Bengals è stata la prima della franchigia nell'American Football League.  Il loro capo-allenatore era Paul Brown, che aveva lasciato i Cleveland Browns dopo la stagione 1962 con un record nella National Football League con un record di 115–49–6, sette titoli di conference e tre campionati vinti. Suo figlio Mike Brown fece uno studio su una potenziale squadra di espansione e raccomandò Cincinnati come potenziale candidata. Nel 1965 Brown si incontrò con il governatore dell'Ohio James Rhodes e i due raggiunsero un accordo su una seconda squadra di football nello stato. I Bengals vinsero la loro prima partita nella settimana 2 con un 24–10 sui Denver Broncos.

## Roster
| Roster dei Cincinnati Bengals nel 1968 |
| --- |
| Quarterback - 15 John Stofa - 16 Dewey Warren - 14 Sam Wyche Running Back - 45 Tom Smiley FB - 22 Ted Washington - 18 Paul Robinson - 40 Ron Lamb - 19 Essex Johnson - 30 Jess Phillips - 38 Estes Banks Wide Receiver - 6 Monk Williams - 23 Rod Sherman - 27 Saint Saffold - 42 Warren McVea - 82 Ed McCall Tight End - 34 Ken Herock - 86 Andre White - 84 Bob Trumpy Offensive Linemen - 54 Bob Johnson - 52 John Matlock - 75 Ernie Wright - 78 Dan Archer - 77 Bob Kelly - 73 Pat Matson - 68 Dave Middendorf - 64 Pete Perreault - 72 Howard Fest Defensive Linemen - 76 Jim Griffin - 89 Harry Gunner - 85 Martin Baccaglio - 81 Dennis Randall - 70 Andy Rice - 83 Bill Staley - 79 Steve Chomyszak DT - 65 Bill Kindricks - 74 Willie Lee Jones Linebacker - 52 Paul Elzey - 50 Bernie Erickson - 58 Al Beauchamp - 85 Dan Brabham - 55 Frank Buncom - 69 Sherrill Headrick - 56 Mike Hibler - 87 Bill Peterson - 53 John Neidert - 66 Wayne McClure Defensive Back - 37 Bill Scott - 31 Sam Fletcher - 47 Charlie King - 43 Curt Frazier - 20 Bobby Hunt - 41 White Graves - 48 Phil Spiller Special Team - 44 Rex Keeling P - 11 Dale Livingston P - 41 Terry Swanson P |
| Legenda - I rookie sono in corsivo. - Il primo ruolo è il principale mentre gli eventuali successivi indicano i ruoli secondari. - (IR) sta per Injured Reserve ed indica la lista ristretta per un solo giocatore infortunato che può tornare ad allenarsi dopo la settimana 6 e a rientrare in prima squadra dopo che questa ha giocato 8 partite. - (NF-Inj.) / (NF-Ill.) stanno rispettivamente per Non-Football Injured e Non-Football Illness ed indicano le liste dove viene inserito un giocatore che ha un infortunio o una malattia non dipendente dal football americano. - (PUP) sta per Physically Unable to Perform ed indica la lista dove viene inserito un giocatore mentre è in attesa di recuperare la condizione fisica. Nella stagione regolare dopo la sesta partita giocata dalla propria squadra, il giocatore ha tempo tre settimane per riprendere ad allenarsi, più tre settimane aggiuntive dal suo rientro agli allenamenti per rientrare in prima squadra. |

## Calendario
| Stagione regolare |              |                       |           |        |                                 |          |         |
| Turno             | Data         | Avversario            | Risultato | Record | Stadio                          | Pubblico | Sintesi |
| 1                 | 6 settembre  | at San Diego Chargers | S 13–29   | 0–1    | San Diego Stadium               | 33,687   | Recap   |
| 2                 | 15 settembre | Denver Broncos        | V 24–10   | 1–1    | Nippert Stadium                 | 25,049   | Recap   |
| 3                 | 22 settembre | Buffalo Bills         | V 34–23   | 2–1    | Nippert Stadium                 | 24,045   | Recap   |
| 4                 | 29 settembre | San Diego Chargers    | S 10–31   | 2–2    | Nippert Stadium                 | 28,642   | Recap   |
| 5                 | 6 ottobre    | at Denver Broncos     | S 7–10    | 2–3    | Mile High Stadium               | 41,257   | Recap   |
| 6                 | 13 ottobre   | at Kansas City Chiefs | S 3–13    | 2–4    | Municipal Stadium               | 47,096   | Recap   |
| 7                 | 20 ottobre   | Miami Dolphins        | S 22–24   | 2–5    | Nippert Stadium                 | 25,942   | Recap   |
| 8                 | 27 ottobre   | at Oakland Raiders    | S 10–31   | 2–6    | Oakland–Alameda County Coliseum | 37,083   | Recap   |
| 9                 | 3 novembre   | Houston Oilers        | S 17–27   | 2–7    | Nippert Stadium                 | 24,012   | Recap   |
| 10                | 10 novembre  | Kansas City Chiefs    | S 9–16    | 2–8    | Nippert Stadium                 | 25,537   | Recap   |
| 11                | 17 novembre  | at Miami Dolphins     | V 38–21   | 3–8    | Miami Orange Bowl               | 31,747   | Recap   |
| 12                | 24 novembre  | Oakland Raiders       | S 0–34    | 3–9    | Nippert Stadium                 | 27,116   | Recap   |
| 13                | 1 dicembre   | at Boston Patriots    | S 14–33   | 3–10   | Fenway Park                     | 17,796   | Recap   |
| 14                | 8 dicembre   | at New York Jets      | S 14–27   | 3–11   | Shea Stadium                    | 61,111   | Recap   |

Note
- Gli avversari della propria division sono in grassetto.

## Classifiche
| AFL Western Division |    |    |   |      |     |     |     |     |
|                      | V  | S  | P | %    | DIV | PF  | PS  | STR |
| Oakland Raiders      | 12 | 2  | 0 | .857 | 6–2 | 453 | 233 | V8  |
| Kansas City Chiefs   | 12 | 2  | 0 | .857 | 7–1 | 371 | 170 | V5  |
| San Diego Chargers   | 9  | 5  | 0 | .643 | 5–3 | 382 | 310 | S2  |
| Denver Broncos       | 5  | 9  | 0 | .357 | 1–7 | 275 | 404 | S3  |
| Cincinnati Bengals   | 3  | 11 | 0 | .214 | 1–7 | 215 | 329 | S3  |

Nota: I pareggi non venivano conteggiati ai fini della classifica fino al 1972.